# Полицейский с Рублёвки
«Полице́йский с Рублёвки» — российский телесериал в жанре драмеди о полицейских из вымышленного ОМВД «Барвиха-Северное» в Москве-2. С пятого сезона действия происходят в полицейской академии Барвихи. Транслировался в эфире телеканала «ТНТ» и на платформе ТНТ-PREMIER с 2016 года по 2019 год.

## Сюжет
В 1—4 сезонах сюжет сериала вращается вокруг главного персонажа — Григория Измайлова, полицейского, который призван охранять покой и порядок в самом элитном районе России, где живут невероятно богатые люди. Ему приходилось расследовать дела, в которые впутываются жители Рублёвки, и делал он это, нередко превышая свои полномочия. Грише около 30 лет, он красив, одинок, богат, циничен, азартен и ко всему относится с изрядной долей чёрного юмора. Он заботился о младшей сестре-хулиганке, которую вынужден был постоянно вытаскивать из неприятностей. Гриша, не прикладывая усилий, нравился женщинам и регулярно издевался над своим начальником Владимиром Яковлевым.
По сюжету 5 сезона, Измайлов уволился из полиции и уехал с Аленой в свадебное путешествие в Европу, а Яковлева переводят на должность начальника Российской академии полиции, куда он прикомандировал всю свою прежнюю команду из ОМВД «Барвиха-Северное»: следователя Игоря Мухича, оперов Алису Рыбкину, Дмитрия Котельникова, Олега Елисеева и Александра Савельева. Также он взял на работу штатным психологом с присвоением звания лейтенанта полиции Кристину — бывшего сексолога и элитную проститутку.
В 2022 году вышел спин-офф - сериал «Детективное агентство Мухича».

## Актёры и персонажи
= Главная роль в сезоне
     = Второстепенная роль в сезоне
     = Гостевая роль в сезоне
     = Не появляется

### Главные роли
| Александр Петров     | Григорий Александрович Измайлов               | 8 | 8 | 8 | 8 |   | 32 |
| Сергей Бурунов       | Владимир Сергеевич Яковлев                    | 8 | 8 | 8 | 8 | 8 | 40 |
| Роман Попов          | Игорь Валерьевич (Владимирович) Мухич         | 8 | 8 | 8 | 8 | 8 | 40 |
| Александра Бортич    | Вероника Александровна Измайлова              | 5 | 3 | 5 | 5 |   | 18 |
| Софья Каштанова      | Кристина                                      | 8 | 8 | 8 | 6 | 8 | 38 |
| Татьяна Бабенкова    | Алёна (Елена) Викторовна Измайлова (Смирнова) | 8 | 8 | 8 | 6 |   | 30 |
| Сергей Штатнов       | Дмитрий Сергеевич Котельников                 | 5 | 8 | 8 | 8 | 6 | 35 |
| Ростислав Гулбис (†) | Олег Елисеев                                  | 6 | 8 | 8 | 8 | 4 | 34 |
| Светлана Суханова    | Наталья Петровна Яковлева                     | 3 | 8 | 8 | 6 | 6 | 31 |
| Александр Дерепко    | Александр Александрович Савельев              | 5 | 8 | 8 | 8 | 5 | 34 |
| Ирина Вилкова        | Вера Сергеевна Ершова                         |   | 3 | 8 | 3 | 3 | 17 |
| Рина Гришина         | Алиса Рыбкина (Рубцова)                       |   |   | 5 | 8 | 8 | 21 |
| Всего эпизодов       | Всего эпизодов                                | 8 | 8 | 8 | 8 | 8 | 40 |

- Александр Петров — Григорий Александрович Измайлов — капитан (с 14-й серии майор) полиции, старший оперуполномоченный ОМВД Барвиха-Северное (1 сезон), а впоследствии начальник криминальной полиции ОМВД Бескудниково (с 8-й по 16-ю) / ВрИО начальника ОМВД «Барвиха-Северное» (с 16-й по 18-ю серии) / начальник криминальной полиции ОМВД Барвиха-Северное (с 19-й серии). Старший брат Вероники. Бывший парень Лилии и Кристины, жених Алёны. В 5 сезоне женился на Алёне, улетел с ней в свадебное путешествие и уволился из органов ради развития собственного бизнеса[2].
- Сергей Бурунов — Владимир Сергеевич Яковлев — подполковник (с 16-й серии полковник, в фильме «Полицейский с Рублёвки. Новогодний беспредел 2» — генерал-майор) полиции, начальник криминальной полиции Барвихи (с 1-й по 8-ю и с 16-й по 18-ю серии), впоследствии начальник ОМВД «Бескудниково» (2 сезон) и начальник ОМВД «Барвиха-Северное» (с 19-й серии), начальник Российской академии полиции (5 сезон). Периодически влюбляется. Старший брат Дениса, которого ненавидит. Женат на Наталье, мечтает ей изменить. Есть сын Александр, курсант Суворовского училища.
- Роман Попов — Игорь Валерьевич (Владимирович) Мухич — капитан (в 28 серии (до основных событий сериала) — старший лейтенант) юстиции, следователь, начальник следственного отдела ОМВД «Бескудниково» (2 сезон). Влюблён в Кристину. Ездит в очень маленьких авто. Парень Веры. В 5-м сезоне очень сильно похудел, но в сериале «Детективное агентство Мухича» снова набрал вес.
- Александра Бортич — Вероника Александровна Измайлова — младшая сестра Гриши, автомеханик (с 9-й серии). Вечно влипает в неприятности, имеет очень сложный характер. Володя зовёт её девочка-демон и боится её. Жена Кости, мать Гриши (назвала сына в честь брата).
- Софья Каштанова — Кристина — элитная проститутка (1-й сезон), врач-сексолог частной клиники (с 3-го сезона), совладелица кофейни (со 2-го сезона), с 5 сезона — лейтенант (с 40-й серии старший лейтенант) полиции, психолог полицейской академии, затем психолог ОМВД «Барвиха-Северное». Бывшая девушка и подруга Григория Измайлова.
- Татьяна Бабенкова — Алёна (Елена) Викторовна Измайлова (Смирнова) — бывшая жена олигарха, владелица сети спортклубов (1 сезон), совладелица кофейни (со 2-го сезона). Девушка (с 3 сезона) и невеста (с 5 сезона жена) Гриши. Лучшая подруга Кристины.
- Рина Гришина — Алиса Рыбкина (Рубцова) — капитан (с 40-й серии майор) полиции, старший оперуполномоченный ОМВД «Барвиха-Северное» (с 20-й серии), врио начальника криминальной полиции ОМВД Барвихи (с 40-й серии). Дочь убийцы родителей Гриши. Влюблена в Гришу.
- Ирина Вилкова — Вера Сергеевна Ершова — учитель русского языка и литературы (с 14-й серии), девушка Игоря.
- Сергей Штатнов — Дмитрий Сергеевич Котельников — лейтенант (с 40-й серии старший лейтенант) полиции, оперуполномоченный ОМВД «Барвиха-Северное».
- Ростислав Гулбис — Олег Елисеев — капитан (с 40-й серии майор) полиции, оперуполномоченный ОМВД «Барвиха-Северное».
- Александр Дерепко — Александр Александрович Савельев — старший лейтенант (с 40-й серии капитан) полиции, оперуполномоченный ОМВД «Барвиха-Северное».
- Светлана Суханова — Наталья Петровна Яковлева — жена Владимира Яковлева.

### Второстепенные роли
- Виктория Фишер — Анна Евгеньевна Орлова — заместитель министра финансов Российской Федерации (4 сезон).
- Дмитрий Мазуров — Денис Сергеевич Яковлев — генерал-майор ФСБ, младший брат Владимира Яковлева (4-5 сезон).
- Анастасия Стежко — Лилия Карасёва — букмекер, бывшая девушка Гриши.
- Владимир Кисаров — Роман Андреевич Акулов — депутат.
- Юрий Брешин — Пётр Юрьевич Павлов — генерал-лейтенант (с 32-й серии генерал-полковник) полиции, начальник ГУ МВД по Москве.
- Илья Маланин — Константин — муж Вероники; старший лейтенант полиции, оперуполномоченный ОМВД «Северное Тушино»  из-за чего они с Вероникой познакомились, а потом чуть не развелись.
- Никита Легостев — ST1M; Billy Milligan (камео) — рэпер, друг Гриши и Вероники.
- Анна Котова-Дерябина — Виктория Аркадьевна Никольская — дочь и наследница бизнесмена Никольского, подруга Гриши.
- Юлия Богатикова — Марья Петровна Гудкова — майор полиции (со 2-го сезона — подполковник полиции) юстиции, начальник следственного отдела ОМВД «Барвиха-Северное» (1, 3, 4 сезон), начальник ОМВД «Барвиха-Северное» (2, 5 сезоны).

## Эпизоды
| Сезон | Сезон | Количество серий | Название                                     | Период трансляции    | Период трансляции |
| ----- | ----- | ---------------- | -------------------------------------------- | -------------------- | ----------------- |
|       | 1     | 8                | Полицейский с Рублёвки                       | 21 — 31 марта 2016   |                   |
|       | 2     | 8                | Полицейский с Рублёвки в Бескудниково        | 22 мая — 1 июня 2017 |                   |
|       | 3     | 8                | Полицейский с Рублёвки. Снова дома           | 16 — 26 апреля 2018  |                   |
|       | 4     | 8                | Полицейский с Рублёвки. Мы тебя найдём       | 3 — 10 декабря 2018  |                   |
|       | 5     | 8                | Полицейский с Рублёвки. Полицейская академия | 5 — 12 декабря 2019  |                   |

### Сезон 1
| № серии | Название                 | Описание |
| ------- | ------------------------ | --- |
| 1       | «Memento Mori»           | Старший оперуполномоченный полиции уголовного розыска Григорий Измайлов расследует дело о похищении тела покойного рублёвского олигарха, устраивает своему другу следователю Мухичу свидание с элитной проституткой, а также треплет нервы своему начальнику подполковнику Яковлеву. |
| 2       | «Рублёвский треугольник» | Гриша Измайлов расследует дело об исчезновении автобуса с немецкими туристами и вытаскивает из очередных неприятностей свою сестру Нику. А подполковник Яковлев, измученный Гришиными выходками, и следователь Мухич, страдающий от безответной любви к Кристине, решают в разгар рабочего дня выпить халявного виски. |
| 3       | «Таинственный вор»       | Гриша получает в подарок от депутата коллекционное ружьё, помогает Кристине избавиться от тела пожилого клиента и дарит любимому начальнику подполковнику Яковлеву абонемент в фитнес-клуб, чтобы тот мог снять стресс, вызванный Гришиными выходками. Следователь Мухич тем временем получает задание: найти вора, похитившего у Алёны крупную сумму, и бросает все свои умственные силы на подготовку спецоперации.                                        |
| 4       | «Змея в траве»           | На подполковника Яковлева сваливается беда, а вернее, целых две: сначала опасный преступник, которого он недавно засадил за решетку, сбегает из-под стражи и обещает Яковлеву скорую расправу, а затем начальство поручает охранять его жизнь лучшему сотруднику отделения Григорию Измайлову. Гриша берётся за дело с пугающим Яковлева энтузиазмом. Кристина между тем случайно встречается в фитнес-клубе с Алёной и предлагает ей поговорить на чистоту. |
| 5       | «Одиссея Игоря Мухича»   | Гриша расследует дело об ограблении инкассаторов, но всё осложняется тем, что в ограблении оказывается замешана его младшая сестра Ника. Мухич видит вещий сон, из которого делает вывод, что Кристина динамит Мухича, потому что он бедный. Однако Кристина неожиданно звонит Мухичу и предлагает вместе сходить в кино. В кино следователь Мухич сталкивается с оборзевшими гопниками и заставляет Кристину посмотреть на себя другими глазами.            |
| 6       | «Днюха»                  | Гриша празднует свой день рождения, на котором всё идёт не так. Мухич на дне рождения Гриши собирается в очередной раз подкатить к Кристине, но та предлагает Мухичу больше не тратить на неё силы зря и знакомит со своей подругой Олесей. Ника хочет сделать Грише подарок, но снова попадает в неприятности. Вдобавок ко всему, Алёна приезжает на Гришин день рождения со своим мужем, крупным рублёвским бизнесменом.                                   |
| 7       | «Тайна Билли Миллигана»  | Гриша расследует дело Билли Миллигана и принимает участие в рэп-баттле. Подполковник Яковлев, измученный Гришиными выходками, начинает посещать психолога. К несчастью для Яковлева, Грише становится об этом известно. Алёна принимает решение развестись с мужем и просит Мухича ей помочь. Мухич истолковывает её просьбу по-своему. |
| 8       | «Седьмое сентября»       | На Рублевке объявляется тревога из-за сбежавших из-под стражи опасных преступников, но опера во главе с Гришей считают тревогу учебной и отправляются в бар. Алёна окончательно разводится с мужем и обнаруживает, что Гриша использовал её счета, чтобы переводить деньги в неизвестном направлении. В итоге беглые преступники оказываются случайно задержанными, а Гриша, Мухич и Яковлев получают повышение. Однако их радость оказывается недолгой.     |

### Сезон 2
| № серии | Название                              | Описание |
| ------- | ------------------------------------- | --- |
| 1 (9)   | «Смертельная битва»                   | Работать в отделе полиции Бескудниково оказалось нелегко — старые сотрудники так и норовят исподтишка напакостить Грише Измайлову и его коллегам с Рублёвки. Чтобы разобраться в ситуации по-мужски, Гриша вызывает недругов на смертельную битву. Полицейские с Рублёвки против полицейских из Бескудниково: кто победит? Тем временем Алёна и Кристина решают начать свой собственный бизнес.                                                                     |
| 2 (10)  | «Мухич, любовь и гонконгский сифилис» | Алёна просит Гришу о помощи: сотрудник пожарной инспекции вымогает у неё деньги за документы для открытия кафе. В районе объявился серийный грабитель, нападающий на женщин возле метро. Начальник отдела Яковлев поручает операм найти преступника во что бы то ни стало, ведь на него давит сам префект. По просьбе Гриши Кристина помогает Мухичу устроить личную жизнь.                                                                                         |
| 3 (11)  | «Секреты»                             | Сестра Гриши Ника хочет познакомить брата со своим парнем. В это время Яковлев вызывает Гришу на разговор. Гриша приглашает и сестру, и Яковлева в лес на шашлыки. Оперативники ищут воров, снимающих запчасти с машин, и выходят на автосервис в Бескудниково. Владелец автосервиса обещает рассказать всё, что знает. Гриша едет на встречу, надеясь получить наводку на преступников, но попадает в засаду тех, кого ищет.                                       |
| 4 (12)  | «М — значит месть»                    | Гриша и Мухич ищут воров, которые стреляли в Гришу в автосервисе. Сын Яковлева приезжает к родителям на выходные. Отправившись на работу к отцу, Саша встречает Гришу. Тот предлагает разыграть Яковлева. Кристина и Алёна отмечают открытие своего кафе. Алёна выпивает лишнего и звонит Грише с просьбой о встрече. |
| 5 (13)  | «Coming Home»                         | Гриша возвращается на Рублёвку — у его старой знакомой Вики из первого сезона украли компрометирующие фотографии, которые могут помешать её свадьбе. Гриша обещает ей найти вора. Оперативники Дима, Олег и Саша запускают в интернете свой канал о работе полицейских, и неожиданно он становится популярным. |
| 6 (14)  | «Звездато»                            | Яковлеву и Грише поручают найти легендарного грабителя, на этот раз выкравшего из банка миллиард рублей. На кону — очередное звание. Если грабителя отыщут опера, быть Грише майором. Если кто-то другой — звание дадут Яковлеву. К тому же Яковлев и Гриша заключают своё, неофициальное пари. Мухича отправляют в школу прочитать лекцию о работе полиции ученикам. Там он встречает свою любовь и, чтобы завоевать девушку, он обращается за помощью к Кристине. |
| 7 (15)  | «Слушай своё сердце»                  | Парень Ники Костя приглашает Гришу на свадьбу. Ника прячется от брата, опасаясь его реакции. Депутат просит Яковлева помочь ему в одном деликатном деле — нужно устранить конкурента, открывшего рядом с его рестораном своё заведение. |
| 8 (16)  | «Всё идёт по плану»                   | В ресторан, где празднуют свадьбу Ника и Костя, Яковлев и опера подкидывают труп, намереваясь сделать заведение местом преступления и таким образом временно его закрыть. По вызову прибывают местные полицейские. Гриша не может допустить, чтобы свадьба его сестры была испорчена. |

### Сезон 3
| № серии | Название                           | Описание |
| ------- | ---------------------------------- | --- |
| 1 (17)  | «В моей шкуре»                     | Гриша Измайлов вступает в должность исполняющего обязанности начальника отдела «Барвиха-Северное». Ему нужно назначить нового руководителя следственного отдела, и перед ним встает непростой выбор между Мухичем и Гудковой. Гриша предлагает им испытание: первый, кто раскроет дело об угоне «мустанга», тот и получит должность. Яковлев теперь начальник оперов, свобода от руководящей должности ударила ему в голову, и он пошёл вразнос. |
| 2 (18)  | «Любочка и Ромка Ярд»              | Риелтор считает, что в роскошном особняке обитает привидение бывшего владельца Ромки Ярда, который вскрыл себе вены прямо в ванной. Мухич и Гриша берутся расследовать это загадочное дело и решают переночевать в мрачном пустующем доме. Яковлев заводит себе любовницу на работе — Любочку. В последнее время Яковлев ведёт себя неадекватно, и Гриша подозревает, что у него не всё в порядке с головой, просит Кристину помочь. Вместе они узнают страшную тайну Любочки.                                                                              |
| 3 (19)  | «Вилорд, Марианна и Володины яйца» | В кабинет Мухича подкидывают послание с просьбой о помощи: похитили молодую девушку по имени Марианна. Все следы ведут в кафе Алёны и Кристины, где работает предполагаемый похититель — повар Вилорд. Мухич преисполнен решимости спасти жертву. Гриша по совету Кристины решает устроить Яковлеву полную перезагрузку и отправляет его в загородный пансионат. Присмотреть за ним Гриша просит свою сестру — Нику. |
| 4 (20)  | «Рокировка»                        | Гриша заступает на свою старую должность, и в тот же день у него появляется новая подчинённая — оперативник Алиса Рыбкина. Она ведёт себя так, что Грише становится не по себе. Кристина оказывается в непростой ситуации: приезжает её мама, которая думает, что Кристина замужем за полицейским. Кристина не хочет расстраивать маму и просит Мухича сыграть роль её мужа. |
| 5 (21)  | «Карма не сдаётся»                 | Яковлева преследуют неприятности, и, чтобы почистить карму, он решает отблагодарить всех, кто помог ему наладить жизнь. Он приглашает Нику, Кристину, Мухича и Веру в боулинг. В отдел поступает наводка, что банда собирается ограбить инкассаторский фургон, и Грише с Алисой приходится работать по этому делу вместе. Во время задержания бандиты уходят от преследования и захватывают посетителей боулинга в заложники. |
| 6 (22)  | «Стокгольмский синдром»            | Оказавшиеся в заложниках Яковлев, Кристина, Ника, Мухич и Вера пытаются справиться с ситуацией. Яковлев — с помощью алкоголя, Кристина — прикинувшись беременной от Мухича, Вера — соблазнив одного из захватчиков, Ника — сообщая сведения своему брату Грише. Тем временем снаружи готовится операция по освобождению заложников, и руководит ею Гриша Измайлов. |
| 7 (23)  | «Вечная полночь»                   | Старая знакомая Вика приглашает Гришу и его друзей в свой особняк отметить день рождения, но в конце вечера они все оказываются в ловушке. Кристина соглашается помочь подруге и на один вечер стать хозяйкой борделя. К несчастью, в этот же вечер там оказываются рублёвские оперативники Олег, Дима и Саша. Ника требует у Яковлева половину миллиона, который ему подарили бандиты, когда они были в заложниках. Яковлев не хочет отдавать, и тогда, чтобы увеличить капитал и поделить его, они решают сделать ставку на спорт в букмекерской конторе. |
| 8 (24)  | «Фары»                             | Знакомый депутат просит Яковлева разобраться с борделем, который находится по соседству с домом его тещи и мешает ей спокойно спать по ночам. Яковлев приходит туда и сталкивается с Кристиной, которая согласилась заменить заболевшую подругу. Тогда Яковлеву приходится решать вопрос с тёщей депутата, и та предлагает ему переспать с ней. Гриша пытается разобраться в себе и в своих чувствах к Алёне. Ника узнает, кто такая Алиса Рыбкина на самом деле.                                                                                           |

### Сезон 4
| № серии | Название                               | Описание |
| ------- | -------------------------------------- | --- |
| 1 (25)  | «Мухаэлим, Долболоб и король Григорий» | Украден меч Элартара — самый дорогой предмет в онлайн-игре. И только Мухич может понять все тонкости поиска драгоценного эльфийского артефакта. Для этого ему придётся перевоплотиться в эльфа Мухаэлима, Яковлеву — стать гномом Владом Долболобом, а Грише — королём.                                                 |
| 2 (26)  | «М»                                    | Сгорело здание ресторана фаст-фуда, специалисты считают, что это был поджог. Полицейские Барвихи прикладывают все усилия для поимки поджигателя, чтобы избежать крупного скандала, связанного с международной корпорацией. На почерневшей стене нарисована огромная буква «М», Гриша уверен, что это метка преступника. |
| 3 (27)  | «Этюд в рублёвских тонах»              | На этот раз Мориарти совершает поджог полицейских машин Барвихи, и его поимка становится делом чести для полицейских. Кристина хочет отметить свой день рождения, а заодно познакомить друзей с Ромой. А Гриша выходит на след таинственного преступника.                                                               |
| 4 (28)  | «Неделя, изменившая всё»               | Пока Гриша и Алиса сидят в засаде в квартире преступника, Гриша вспоминает время, когда его только перевели в Барвиху. Тогда он был скромнягой, но определённые события изменили его. |
| 5 (29)  | «О, где же ты, брат?»                  | Гриша получает информацию о следующем преступлении Мориарти: его цель — заместитель министра финансов Орлова. Её намерены убить, и, скорее всего, это произойдет на международном экономическом форуме, который будет проходить в Барвихе. Полицейские готовятся предотвратить покушение.                               |
| 6 (30)  | «Ход Мориарти»                         | Алису Рыбкину похищают, и Гриша с друзьями отправляется на её поиски. Тем временем Яковлев борется со своим братом Денисом за внимание замминистра финансов Орловой. А Мориарти делает свой ход: поджигает отдел полиции «Барвиха-Северное».                                                                            |
| 7 (31)  | «#ВОЛОДЯНЕВИНОВЕН»                     | Сбывается самый страшный из кошмаров Яковлева: его задерживают и сажают в камеру. Ника, желая помочь, вместе с девушкой Мухича разворачивает кампанию в поддержку Яковлева. Тем временем Алиса находит ниточку, ведущую к поджигателю.                                                                                  |
| 8 (32)  | «Рейхенбахский водопад»                | Расследуя дело Мориарти, Гриша и опера выходят на компанию, занимающуюся ремонтом сгоревших зданий. Ею руководят акционеры, все счета в офшорах. Гриша решает обратиться к своей старой знакомой Вике, чтобы она помогла узнать имя человека, на чьё имя открыты счета.                                                 |

### Сезон 5
| № серии | Название                    | Описание |
| ------- | --------------------------- | --- |
| 1 (33)  | «Вопрос уважения»           | Володе приходит сообщение, что он становится новым начальником полицейской академии. Григорий Измайлов уволился из полиции и женился на Алёне. Он посылает Володе подарок из Швеции — сюрстрёмминг. Яковлев забирает всю свою команду на новое место работы, а также делает Кристину штатным психологом полицейской академии. |
| 2 (34)  | «Мы такими не были»         | В Москве проведут конкурс талантов, который будет курировать лично министр внутренних дел. Яковлев на грани обморока начинает поиск талантов по всей академии. |
| 3 (35)  | «Случай в лазарете»         | После очередного обморока Яковлев попадает в лазарет академии, где его сердце пленяет очаровательная доктор Дарья. |
| 4 (36)  | «С днем полиции»            | Кристина подозревает, что один из её клиентов маньяк, и просит Алису подстраховать её при встрече с клиентом у него дома. |
| 5 (37)  | «Директориум Инквизиториум» | Депутат Роман Андреевич уверяет, что его жену проклял некий экстрасенс и просит Володю по старой «дружбе» разобраться с этим экстрасенсом. |
| 6 (38)  | «Vivere militare est»       | После очередной лекции Мухича к нему обращается курсантка с просьбой о помощи, что у них на курсе появился вор, который обокрал уже нескольких курсантов. |
| 7 (39)  | «Педокрад»                  | В академию заявляется брат Володи с целью переманить курсантов в новоиспеченную академию ФСБ, идя при этом на разные способы подкупа. |
| 8 (40)  | «Сыроежки»                  | Личный состав ОМВД «Барвиха-Северное» выбыл из строя, и чтобы не подставить отдел, было принято решение отправить курсантов в усиление оцепления на футбольный матч Россия — Англия. |

## Сопутствующие проекты

### Полнометражные фильмы
13 декабря 2018 года в московском киноцентре «Октябрь» состоялась премьера фильма — «Полицейский с Рублёвки. Новогодний беспредел». Фильм стал прямым продолжением четвёртого сезона сериала. Режиссёром картины выступил Илья Куликов; помимо актёров «Полицейского с Рублёвки», в проекте снялись Сергей Комаров, Даниил Вахрушев, Нонна Гришаева. Опыт полнометражной адаптации телевизионного проекта оказался более чем удачным: «Полицейский с Рублёвки. Новогодний беспредел» собрал 1,7 миллиарда рублей при бюджете в 80 миллионов рублей и стал самой кассовой российской комедией в истории. Телевизионная премьера фильма состоялась 4 мая 2019 года на ТНТ.
3 июля 2019 года режиссёр и создатель сериала Илья Куликов опубликовал тизер-трейлер нового фильма, который получил название — «Полицейский с Рублёвки. Новогодний беспредел 2». Второй фильм стал прямым продолжением пятого сезона сериала. Съёмки картины стартовали в августе 2019 года. Премьера фильма состоялась 12 декабря 2019 года.

### Приквел
Сериал был анонсирован в октябре 2020 года на презентации телеканала ТНТ. «Милиционер с Рублёвки» рассказывает о жизни молодого Яковлева. Его роль, как и в 4-м сезоне сериала «Полицейский с Рублёвки» исполнил актёр Артём Сучков. Премьера нового сериала состоялась 12 апреля 2021 года.
В 2021 стартовали съёмки второго сезона. Премьера 2 сезона состоялась 20 июня 2022 года.

## Спин-офф
В 2022 году был показан спин-офф сериала «Полицейский с Рублёвки» который назвали «Детективное агентство Мухича».Премьера состоялась 20 июня в 20:00 по телеканалу ТНТ.

## Музыка в сериале
Официальный саундтрек к первому сезону сериала вышел 31 марта 2016 года, когда на телеканале ТНТ закончился показ всех 8 серий сезона. Он включает в себя 17 композиций, среди которых песни в исполнении IOWA, Звери, Монатика, Anacondaz, ST1M и других.
Саундтрек ко второму сезону вышел 2 июня 2017 года, и включал в себя уже 26 композиций.
Саундтрек третьего сезона вышел 27 апреля 2018 года. В него вошли 17 песен.

## Награды
- 2017 — Премия киносценариев «Слово» — в номинации «Лучший сценарий телевизионного фильма» — Илья Куликов — номинация[8][9]
- 2018 — ТЭФИ — номинация Телевизионный фильм/сериал «Полицейский с Рублёвки. Снова дома»[10].